# Bohumil Šternberk
Bohumil Šternberk (* 21. Januar 1897 in Chrudim; † 24. März 1983 in Prag) war ein böhmischer Astronom, Pädagoge und erster Direktor der Sternwarte Ondřejov.

## Leben
Sternberk studierte bei Paul Guthnick in Berlin-Babelsberg, dessen begabtester Schüler er war. Ab 1930 arbeitete er an der Sternwarte Hurbanovo. Als die – 1898 vom Industriellen Jan Fric errichtete – Sternwarte Ondrejov (30 km südöstlich von Prag) 1954 von der Universität Prag an die neu gegründete tschechische Akademie der Wissenschaften übergeben wurde, ernannte ihn diese zum ersten Direktor des Observatoriums.
Im Jahr 1999 wurde der Asteroid (9008) Bohšternberk nach ihm benannt.

## Ausbau des Observatoriums

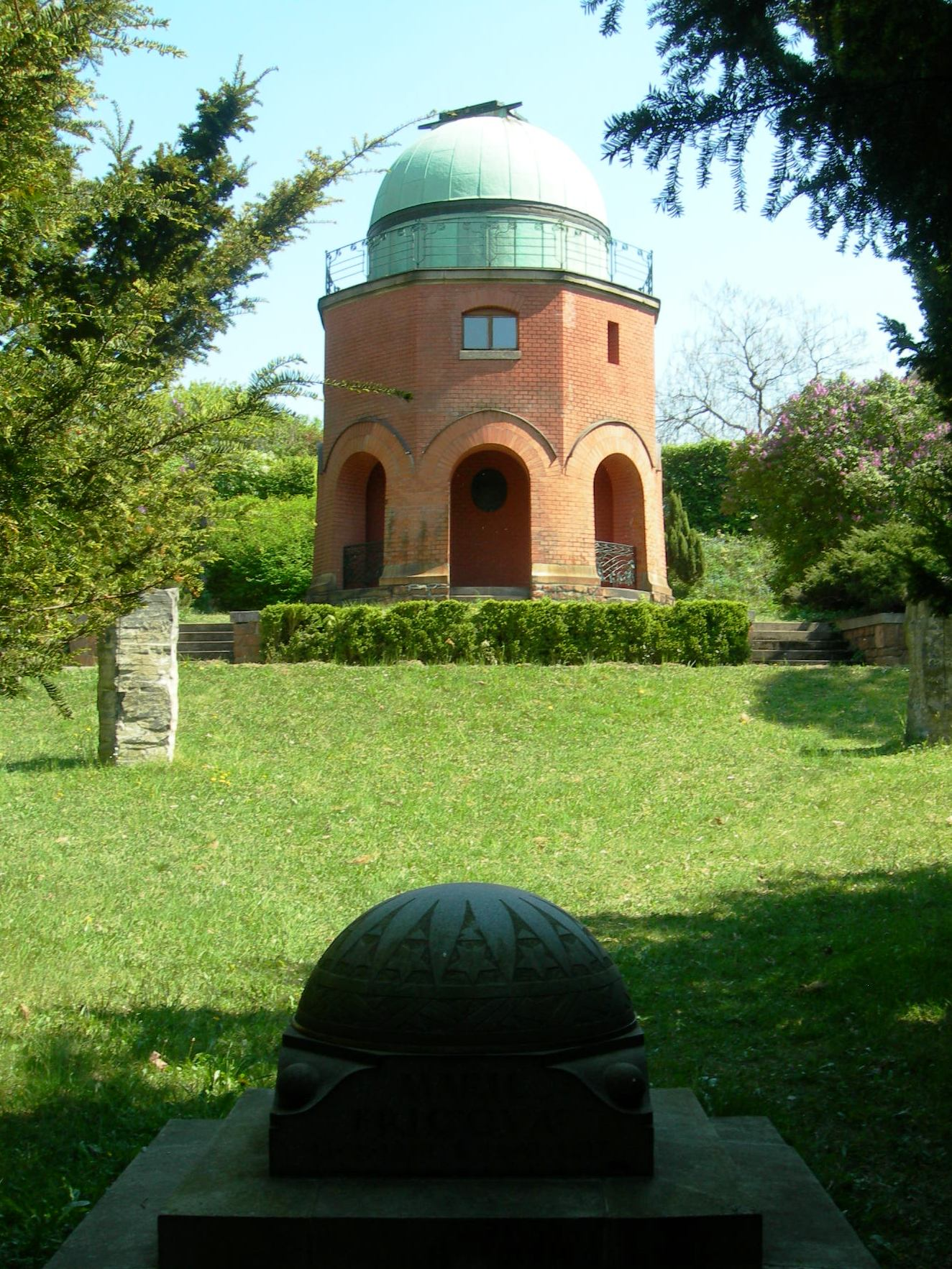
Die historische Kuppel der Sternwarte Ondřejov

Unter dem rührigen Direktor Sternberk wurde die Sternwarte mehrfach erweitert und zu einer der bedeutendsten astronomischen Forschungsstätten des Ostblocks. Auch begann sie schon 1957 mit hochpräzisen Satellitenbeobachtungen der ersten russischen Sputniki und später vieler anderer Erdsatelliten. Seit 1967 besitzt sie mit einem 2-Meter-Spiegelteleskop das größte Fernrohr Tschechiens. Anfang der achtziger Jahre konnte ein Gebäude des kosmischen Laboratoriums in Betrieb genommen werden.